# 神道自然流

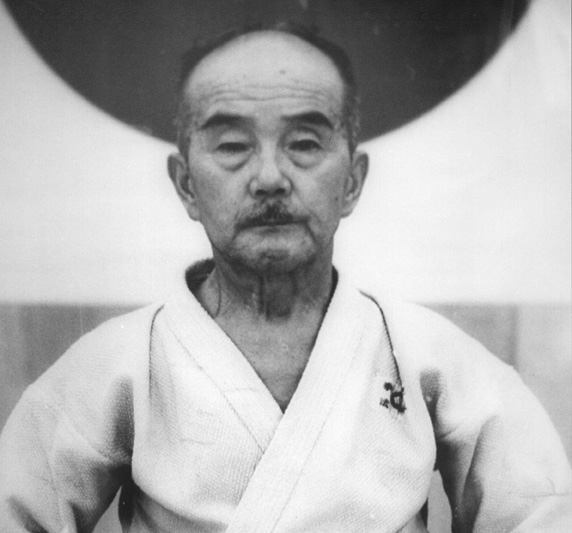
小西康裕

神道自然流空手術（しんどうじねんりゅう からてじゅつ）は、小西康裕（本名：良助）が創始した空手道の流派。

## 概要
小西康裕は空手（唐手）を学ぶ以前に、竹内流腰廻、無双流柔術、直心影流剣術、鏡心明智流剣術、小野派一刀流剣術、神道無念流剣術を修行した。1924年（大正13年）、船越義珍に師事して唐手を学び、同じく船越の弟子だった大塚博紀（和道流空手道開祖）と共に、約束組手等を考案した。小西はその後、本部朝基、摩文仁賢和（糸東流空手道開祖）からも唐手を学び、植芝盛平より合気道（当時は大東流合気柔術）を、藤田西湖より南蛮殺到流拳法を学んだほか、揚心古流柔術、柴真楊流柔術、不遷流柔術、柳生心眼流といった多くの柔術流派を学んだ。それらの全てを集大成し、1933年（昭和8年）に開かれたのが、この神道自然流空手術である。
小西は、自身が到達した空手の道をして「空手とは　人に打たれず　人打たず　事のなきを　基とするなり」と、訓として述べた。
現在、神道自然流は日本空手道良武会として国内15支部・海外にも15カ国に支部が存在し活動している。
良武会総本部の良武館小西道場は、神道自然流創始以前の1927年（昭和2年）に初代宗家・小西康裕により、東京府芝区金杉（現、東京都港区芝金杉1－11－14）に開館され、戦前、戦後を通し剣道、空手、柔道の道場として青少年育成の場としてきた。
1983年（昭和58年）6月3日、小西康裕89歳にて没後、長男の小西健裕が第二代宗家を継承し「康裕」の名を襲名した。
1985年（昭和60年）3月都市再開発のため東京都港区芝5-12-15KNビルに移転し、空手道場として現在に至る。良武会は国内・海外の支部と互いに交流しつつ空手を通して心身を鍛え国際交流し、社会に貢献する心豊かな人間形成を目指している。
空手道専門雑誌の「月刊空手道」によると、毎年国内支部が集まって良武館大会が開催されている。

## 神道自然流に伝わる形
2010年（平成22年）に宗家・二代目小西康裕（健裕）監修のもと刊行された『神道自然流空手術 形全集』によると以下の通り。
- 体さばき初段
- 体さばき弐段
- 体さばき参段
- 青柳
- 五十四歩
- 抜塞大
- 十手
- 慈音
- 慈院
- 二十四
- 腕秀
- 心波
- 壮鎮
- 雲手
- 鷺牌